# Lycée Saint-Louis

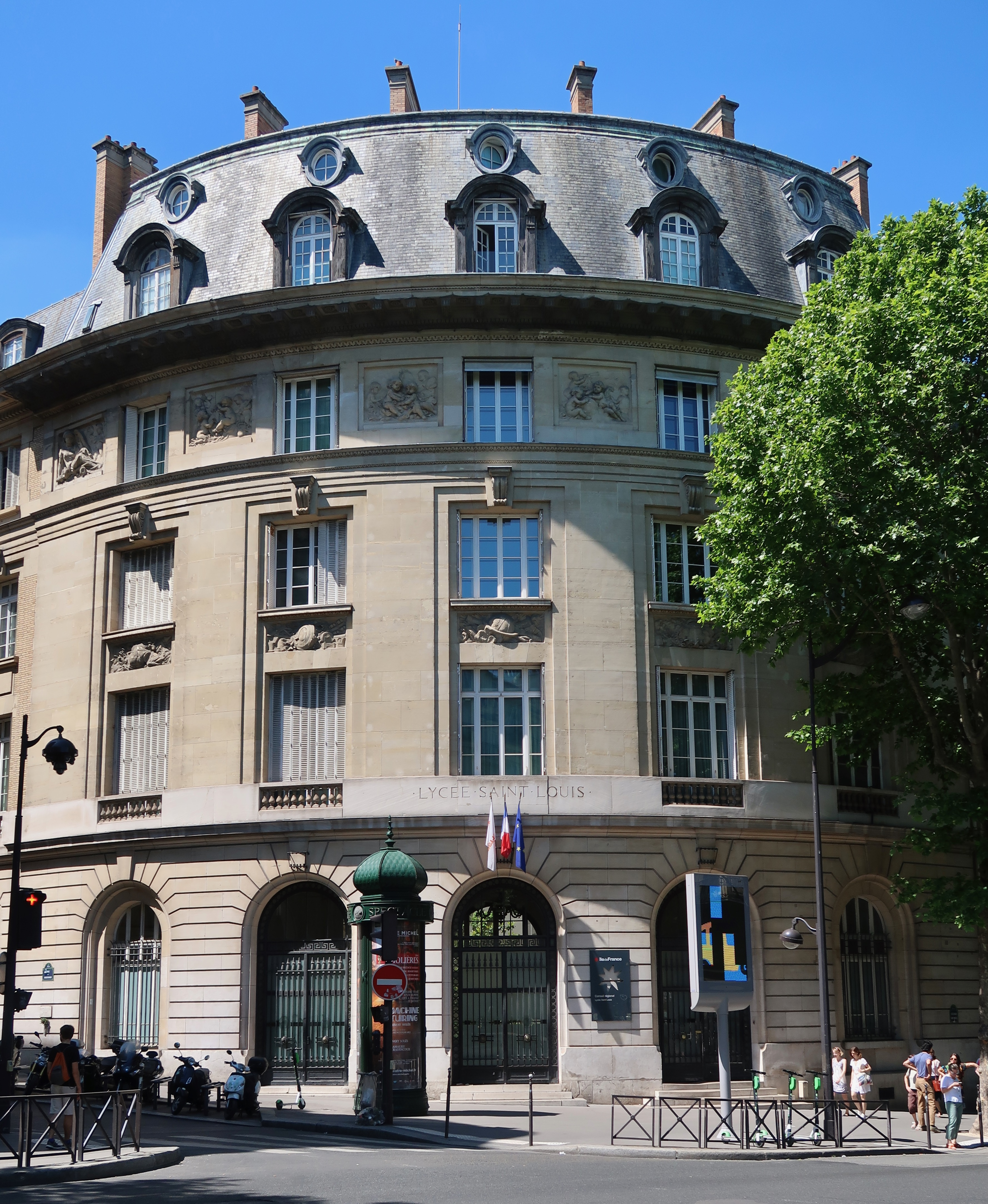
Lycée Saint-Louis

Lycée Saint-Louis jest wysoce selektywną szkołą policealną zlokalizowaną w 6. dzielnicy Paryża, w Dzielnicy Łacińskiej. Jest to jedyne publiczne francuskie liceum poświęcone wyłącznie nauczaniu classes préparatoires aux grandes écoles (CPGE; zajęcia przygotowawcze do Grandes Écoles, takich jak École Polytechnique, CentraleSupélec w inżynierii i ESSEC Business School, ESCP Business School i HEC Paris w handlu). Jest znany z jakości nauczania, niskiego wskaźnika akceptacji i wyników, jakie osiąga w bardzo konkurencyjnych egzaminach wstępnych.

## Znani absolwenci
- Pierre de Chevigné, francuski wojskowy i polityk
- Jean-Hubert Debrousse, francuski przedsiębiorca, polityk, kolekcjoner i filantrop
- Alain Poher, francuski polityk